# Hoplia paganettii
Hoplia paganettii är en skalbaggsart som beskrevs av Müller 1907. Hoplia paganettii ingår i släktet Hoplia och familjen Melolonthidae. Inga underarter finns listade i Catalogue of Life.